# CD96
CD96 (synonym T-cell surface protein tactile) ist ein Oberflächenprotein aus der Immunglobulin-Superfamilie.

## Eigenschaften
CD96 wird von T-Zellen und in sehr geringen Mengen von B-Zellen gebildet. Es ist ein Typ-I-Membranprotein. CD96 dient vermutlich der Bildung von Zellkontakten von aktivierten T-Zellen und NK-Zellen im späteren Verlauf einer Immunantwort und ist vermutlich an der Antigenpräsentation beteiligt. Es ist zu 20 % homolog zu CD226 und bindet an CD155.
Mutationen von CD96 sind mit Craniosynostosis assoziiert. CD96 ist ein Biomarker bei einer akuten myeloischen Leukämie und wird als Target untersucht. CD96 ist ein Immun-Checkpoint.